# Napole Polutele
Pour les articles homonymes, voir Polutele.
Napole Polutele, né le 25 juin 1965 à Mu'a (Uvea, Wallis-et-Futuna), est un homme politique français. Il est député français pour Wallis-et-Futuna de 2013 à 2018 et membre de l’Assemblée territoriale des îles Wallis et Futuna de 2017 à 2022.

## Biographie
Napole Polutele naît le 25 juin 1965 à Mu'a (Uvea, Wallis-et-Futuna). Après des études à Toulouse et à Bordeaux, il exerce la profession de professeur d'histoire-géographie, pendant un an à Nouméa (Nouvelle-Calédonie), puis à Wallis-et-Futuna.
De 2009 à 2012, il est membre du conseil territorial de Wallis-et-Futuna, qui participe à l'administration de l'archipel aux côtés de l'administrateur supérieur.
À la suite de l'annulation de l'élection législative de 2012 dans la circonscription de Wallis-et-Futuna sur décision du Conseil constitutionnel, Napole Polutele se présente au scrutin partiel avec le soutien de l'UMP. Il l'emporte au second tour, le 24 mars 2013, avec 37,5 % des voix, dans le cadre d'une triangulaire l'opposant aux candidats de gauche Mikaele Kulimoetoke (32,3 %) et Lauriane Vergé (30,2 %).
À l'Assemblée nationale, pendant la XIVe législature, il siège d'abord parmi les députés non inscrits, puis rejoint, deux mois après son élection, le groupe socialiste en tant qu'apparenté. Après cette décision, le président du groupe UMP à l’Assemblée nationale, Christian Jacob, dénonce « le scandale du débauchage par le PS d'un député dont la candidature, comme non-inscrit, avait été soutenue et financée par l'UMP » et s'interroge sur les raisons de ce ralliement.
Lors des élections territoriales de 2017, Napole Polutele est élu membre de l'Assemblée territoriale. Il est membre du groupe centriste « Ensemble pour un avenir meilleur » et devient président de la commission de l'Enseignement de l'assemblée.
Il parraine Emmanuel Macron pour l'élection présidentielle 2017. Classé divers gauche et soutenu par La République en marche lors de l'élection législative de 2017, il est réélu député au premier tour, avec 50,2 % des voix. Pour la XVe législature, il s'apparente au groupe LC, qui devient par la suite le groupe UAI. En octobre 2017, il relaie à l'Assemblée nationale, avec des députés LR, un amendement portant sur la fiscalité des entrepôts et fourni par le Medef et la Confédération des petites et moyennes entreprises,.
Le 2 février 2018, statuant sur un recours déposé par Sylvain Brial, le Conseil constitutionnel annule son élection en raison de défauts d'émargement lors du vote. Lors de l'élection partielle organisée le 15 avril 2018, il est classé divers droite et soutenu par l'UDI. Il obtient 48,4 % des voix dans un duel l'opposant au premier tour à Sylvain Brial (LR), qui lui succède ainsi à l'Assemblée nationale. Le Conseil constitutionnel rejette par la suite un recours formé par Napole Polutele contre cette élection,.
En 2020, il est nommé secrétaire général au vice-rectorat de Wallis et Futuna, devenant le premier Wallisien à exercer cette fonction.